# Translatologie
Die Translatologie ist die Wissenschaft vom Dolmetschen und Übersetzen. Im deutschen wissenschaftlichen Diskurs herrscht die Bezeichnung Translationswissenschaft vor. Gelegentlich wird sie auch einfach als Übersetzungswissenschaft bezeichnet, obwohl diese Benennung streng genommen die ebenfalls zur Translatologie gehörige Dolmetschwissenschaft ausschließt.
Die Unterscheidung zwischen Übersetzen und Dolmetschen in der modernen Translationswissenschaft geht auf Otto Kade zurück, wobei der Übersetzungswissenschaftler selbst den Begriff der Translationswissenschaft aber als befremdlich ablehnte. Als Unterscheidungskriterium gilt hierbei die Möglichkeit der wiederholten Korrigierbarkeit, was einen fixierten Ausgangs- und Zieltext voraussetzt. Übersetzt wird demnach ein (meist schriftlich) fixierter Ausgangstext aus einer Sprache in einen ebenso fixierten Zieltext in einer anderen Sprache; gedolmetscht wird dagegen ein nicht fixierter und/oder einmalig dargebotener (meist mündlicher) Ausgangstext in einen nicht fixierten Zieltext.
Im Gegensatz zur Translatologie selbst beschäftigt sich dieser Artikel nicht mit maschineller Übersetzung und computerunterstützter Übersetzung (computer-assisted translation, CAT), da hierzu eigene Artikel existieren.
Die Translatologie versteht sich als Interdisziplin. Neben ihren (im nächsten Abschnitt
erläuterten) Kerngebieten befasst sie sich auch mit Fragestellungen der Linguistik, Computerlinguistik, Fachsprachenforschung, technischen Dokumentation, Terminologielehre und Terminographie/Lexikographie, Kultursoziologie, Kommunikationswissenschaft sowie Psychologie/Gehirnphysiologie.

## Teilgebiete und Fragestellungen
Die Translatologie kann in einen theoretischen, einen deskriptiven und einen angewandten Zweig gegliedert werden.
Die deskriptive Translatologie beschreibt die beobachtbaren Vorgänge beim Dolmetschen und Übersetzen und die dabei entstehenden Translate (Verdolmetschungen oder Übersetzungen). Sie kann beispielsweise produktorientiert (Beschreibung von Translaten, etwa in Form eines Übersetzungsvergleichs), prozessorientiert (Beschreibung des Translationsvorgangs, etwa durch Introspektion mit Think-Aloud-Protokollen) oder funktionsorientiert (Beschreibung der Auswirkungen und der gesellschaftlichen Bedeutung von Translaten) sein.
Die angewandte Translatologie beschäftigt sich mit praktischen Problemen im Zusammenhang mit Translation, etwa mit der Dolmetscher- und Übersetzerausbildung, mit Werkzeugen für Translatoren (CAT-Tools, Terminologieverwaltungssysteme etc.) oder mit der Qualitätsbewertung von Translaten.
Die theoretische Translatologie sucht in ihrer allgemeinen Form nach Erklärungsmodellen für den Übersetzungs- oder Dolmetschvorgang an sich. Was genau geht bei der Translation vor sich? Auf diesem Gebiet liegen die Berührungspunkte zwischen der Translatologie und den Kognitions- und Neurowissenschaften. Die spezielle theoretische Translatologie beschäftigt sich dagegen mit abgegrenzten Erscheinungsformen der Translation, z. B. mit einem bestimmten Problem wie der Übersetzung von Metaphern oder mit einem bestimmten Sprachen- bzw. Kulturpaar.

## Geschichte
Die Translatologie als eigenständige Interdisziplin ist ein Kind des späten 20. Jahrhunderts, das Nachdenken über Sprachen und Translation dagegen bedeutend älter. Viele Philosophen und Linguisten haben sich mit dem Problem des Übersetzens und Dolmetschens befasst. Siehe dazu Übersetzung, Sprachphilosophie, Linguistik, Sprache.
In der noch jungen Geschichte der modernen Translationswissenschaft hat es bereits mehrere Paradigmenwechsel gegeben. Die anfangs kontrastiv-linguistisch orientierte Translationswissenschaft mit dem Begriff der Äquivalenz als zentralem Thema entwickelte sich bald weiter in Richtung kommunikativer, später funktionaler Ansätze. Gleichzeitig haben sich deskriptive Ansätze herausgebildet, die mit ihrer Kulturorientiertheit zusammen mit Aspekten der funktionalen Ansätze zu einem Paradigmenwechsel (Cultural Turn) beigetragen haben. Die jüngsten (auch von der zunehmenden Globalisierung mitgeprägten) Entwicklungen der Translationswissenschaft bewegten sich in Richtung Translationssoziologie, Translationskultur und Translationsethik.
Translatologie war lange Zeit „präskriptiv“ (Übersetzern wurde vorgeschrieben, wie sie zu übersetzen haben) bis zu dem Punkt, dass nicht präskriptive Übersetztungsdiskussionen nichts mehr mit Übersetzung zu tun hatten. Wenn Historiker der Übersetzungswissenschaft beispielsweise das frühe westliche Denken über Übersetzung zurückverfolgen, beginnt dies meist mit den Bemerkungen des berühmten Redners Cicero, wie er Übersetzung aus dem Griechischen ins Lateinische nutzte um seine rednerischen Fähigkeiten zu verbessern – eine frühe Beschreibung dessen, was Jerome später Sinn-für-Sinn-Übersetzung nannte.
Die Beschreibung der Geschichte der Dolmetscher in Ägypten, die Herodot einige Jahrhunderte früher lieferte, wird meist nicht als Übersetzungswissenschaft betrachtet – vermutlich, weil den Übersetzern nicht erklärt wird, wie man zu übersetzen hat. In China begann die Übersetzungsdiskussion mit der Übersetzung buddhistischer Sutren während der Han-Dynastie.

## Der Äquivalenzbegriff
Äquivalenz war lange Zeit der zentrale Begriff in den kontrastiv-linguistisch geprägten Anfangszeiten der Translationswissenschaft. Die Definitionen für Äquivalenz sind vielfältig, allerdings wird darunter für gewöhnlich die Beziehung zwischen dem Ausgangstext (dem „Original“) und dem Zieltext (dem Translat) verstanden. Über die genaue Art dieser Beziehung und darüber, welcher „Wert“ in der Translation invariant gehalten werden sollte, war lange Zeit Thema lebhafter Diskussionen. Zu beobachten war in der Geschichte der Translationswissenschaft eine zunehmende Differenzierung in verschiedene Äquivalenzebenen bzw. -arten. Zu nennen sind hier etwa die bipolare Unterscheidung zwischen formaler vs. dynamischer Äquivalenz (Nida), die sich in ähnlicher Weise auch in anderen Arbeiten finden (z. B. covert vs. overt translation bei Juliane House oder dokumentarische vs. instrumentelle Übersetzung bei Christiane Nord). Eine sehr differenzierte Ausarbeitung des Äquivalenzbegriffs findet sich noch bei Werner Koller.
Wichtig zu sagen ist, dass die Äquivalenz mit dem Aufkommen funktionalistischer Ansätze (Skopostheorie u. a.) sehr stark in den Hintergrund der Forschung geriet und weitgehend vom Begriff der (zweckabhängigen) Adäquatheit abgelöst wurde.

### Äquivalenzarten nach Koller
Werner Koller unterschied 1992 fünf verschiedene Bezugsrahmen, „die bei der Festlegung der Art der Übersetzungsäquivalenz eine Rolle spielen“ (Koller 1992: 216):
1. Eine denotative Äquivalenz besteht, wenn der Zieltext die gleichen außersprachlichen Sachverhalte abbildet wie der Ausgangstext.
2. Eine konnotative Äquivalenz besteht, wenn die Art der Verbalisierung von Sachverhalten in Ausgangs- und Zieltext vergleichbare emotionale und assoziative Reaktionen hervorruft.
3. Eine textnormative Äquivalenz besteht, wenn der Zieltext in gleicher Weise wie der Ausgangstext Sprach- und Textnormen erfüllt oder bricht. Ein Beispiel mit vorrangiger Bedeutung der textnormativen Äquivalenz ist die Übersetzung von Packungsbeilagen für Arzneimittel. Hier müssen in Ausgangs- und Zielland oft unterschiedliche rechtliche Anforderungen erfüllt werden. Wenn der Ausgangstext eine akzeptable US-amerikanische Packungsbeilage ist, muss der Zieltext eine akzeptable deutsche Packungsbeilage sein, um textnormative Äquivalenz herzustellen, auch wenn dafür Textteile weggelassen, ergänzt oder umgestellt werden müssen.
4. Eine pragmatische Äquivalenz besteht dann, wenn die Ausgangs- und Zieltexte in gleicher Weise ihre kommunikative Funktion (Information, Unterhaltung, Herstellung von Gemeinschaftsgefühl etc.) in einer bestimmten Situation erfüllen.
5. Eine formal-ästhetische Äquivalenz besteht, wenn Ausgangs- und Zieltext eine Analogie der Gestaltung aufweisen, wobei formal-ästhetische Qualitäten gerade für literarische Texte konstitutiv sind. In diesen Bereich fällt demzufolge die Übersetzung von Metaphern und Sprachspielen innerhalb dieser literarischen Texte.

Für jede Translationsaufgabe ergeben sich also große Mengen unterschiedlicher Äquivalenzforderungen. Diese Äquivalenzforderungen müssen in eine Hierarchie eingeordnet werden, da niemals alle in gleicher Weise erfüllt werden können. Verschiedene translatologische Ansätze unterscheiden sich besonders häufig und besonders heftig darin, inwieweit diese Hierarchie vom Ausgangstext her (Erhaltung möglichst vieler Aspekte) oder vom Zieltext her (möglichst gute Funktionalität) bestimmt wird, und darin, inwieweit die Funktionen eines Ausgangstextes und eines noch als Translat zu bezeichnenden Zieltextes voneinander abweichen dürfen, wie also die Definition eines Translats, einer Übersetzung oder Verdolmetschung zu fassen ist.

### Äquivalenz in der deskriptiven Translationswissenschaft
Im Gegensatz zu den normativ-präskriptiven Ansätzen, die die Herstellung einer (wie auch immer im speziellen Fall definierten) Äquivalenz als Bedingung dafür ansehen, dass es sich bei einem Text um eine Übersetzung handelt, gehen die Descriptive Translation Studies (Toury u. a.) von der Realität der Translation aus. Dementsprechend wird bei der Untersuchung tatsächlich vorhandener Übersetzungen davon ausgegangen, dass zwischen Ausgangs- und Zieltext auf jeden Fall eine Beziehung (Äquivalenz) besteht. Die Art dieser Beziehung ist wesentlich abhängig von den geltenden Normen, die auch die generelle Auffassung von Translation in einer Kultur bestimmen; d. h. was als Übersetzung gilt, ist abhängig von den (Zielkultur-)Normen. Dieser Ansatz ist also sehr stark zielkulturorientiert und sieht den Äquivalenzbegriff nicht als Mittel zur Definition, was eine Übersetzung ist und was nicht.

## Funktionale Translatologie, Skopostheorie und translatorisches Handeln
In den 1980er- und 1990er-Jahren fand in der Translatologie (besonders im deutschsprachigen Raum) eine umfassende Neuorientierung statt, die aber auch heute noch kontrovers diskutiert wird. Eines der Schlüsselwerke für diese Neuorientierung ist die Grundlegung einer allgemeinen Translationstheorie von Hans Josef Vermeer und Katharina Reiß.

### Skopostheorie
Translation ist eine Form des Handelns. Jedes Handeln ist bestimmt von einer Situation, der Analyse dieser Situation durch den Handelnden und die Intention eines Handelnden, der bestimmte Ziele erreichen will. Wie jedes Handeln ist also auch die Translation als Kommunikationshandlung zweckbestimmt. Der Zweck einer Kommunikationshandlung, ihr Skopos (gr.) ist erfüllt, wenn das erzielte Ergebnis der Intention des Handelnden (des Senders) entspricht und auch der Empfänger der Kommunikation die erhaltene Nachricht in seiner eigenen Situation schlüssig interpretieren kann.
Die Skopostheorie geht nun davon aus, dass der Zweck eines Translats, eine bestimmte Funktion zu erfüllen, der bestimmende Faktor ist, auf den der Translationsprozess ausgerichtet sein muss. Dabei kann ein Translat grundsätzlich jede beliebige durch einen Text erfüllbare Funktion haben, die Bewertung einer bestimmten Funktion als „gut“, „sinnvoll“ oder „ethisch“ bleibt zunächst außen vor. Daraus ergibt sich die Auffassung von Übersetzungen und Verdolmetschungen als zielsprachliche und -kulturelle Informationsangebote über andere Informationsangebote in Ausgangssprache und -kultur. Die Qualität eines Translats kann grundsätzlich nur bezüglich seiner Funktion bewertet werden.
Folgende Punkte bilden wichtige Prinzipien der Skopostheorie:
 1. Der Zieltext ist skoposbedingt;

 2. Der Zieltext ist ein Informationsangebot in einer Zielkultur und -sprache über ein Informationsangebot in einer Ausgangskultur und -sprache;

 3. Der Zieltext bildet ein Informationsangebot nicht-umkehrbar eindeutig ab;

 4. Der Zieltext muss in sich kohärent sein;

 5. Der Zieltext muss mit dem Ausgangstext kohärent sein;

 6. Die angeführten Regeln sind untereinander in der angegebenen Reihenfolge hierarchisch geordnet („verkettet“).
Kontrovers ist an der Skopostheorie besonders die Frage der Bewertung verschiedener Übersetzungsfunktionen als „korrekt“, „zulässig“ oder „angemessen“ sowie die Abgrenzung des Begriffs „Translat“: Wo hört die Übersetzung auf?

#### Konstruiertes Beispiel
Ein wissenschaftlicher Artikel (ein bestimmtes Informationsangebot in einer bestimmten sprachlichen und äußeren Form) erscheint in einer englischsprachigen Fachzeitschrift. Der Inhalt des Artikels ist auch für Wissenschaftler interessant, die es bevorzugen, Artikel in deutscher Sprache zu lesen. Also soll eine Übersetzung angefertigt werden.
Diese Übersetzung könnte das Ziel haben, in der Zielsprache und -kultur möglichst ähnliche Funktionen zu erfüllen wie der Ausgangsartikel (Funktionskonstanz), dann würde sie nach Fertigstellung in einer deutschsprachigen Fachzeitschrift zum gleichen Fachgebiet erscheinen.
Sie kann aber auch verschiedene andere Funktionen erfüllen (Funktionsvarianz). So könnte sich ein einzelner, der englischen Sprache nicht mächtiger Experte über den Inhalt des Artikels informieren wollen und eine Informationsübersetzung anfordern. In diesem Fall würde weniger Wert auf die ausgereifte sprachliche und äußere Form der Übersetzung gelegt. Ein anderer Wissenschaftler hat vielleicht Englischkenntnisse, findet es aber mühsam, komplexe Artikel in der Fremdsprache zu lesen. Er möchte erst wissen, ob sich die Mühe lohnt, und lässt eine Abstract-Übersetzung anfertigen, eine knappe Zusammenfassung in der Zielsprache. Ein dritter hat gerade viel Zeit und will seine Englischkenntnisse verbessern. Er bittet einen Übersetzer, eine philologische Übersetzung für ihn anzufertigen, die die grammatischen Strukturen und die Textnormen der Ausgangssprache in der Zielsprache abbildet, um sie zu verdeutlichen. Es sind also für jeden Ausgangstext je nach Zweck der Übersetzung viele verschiedene Herangehensweisen denkbar.

### Translatorisches Handeln
Das translatorische Handeln (Justa Holz-Mänttäri 1984 u. a.) stellt eine Erweiterung der Skopostheorie dar und ist ein Erklärungsansatz, der auch die berufsethisch korrekte Haltung des professionellen Translators einbezieht. Auch hier wird davon ausgegangen, dass von einem Ausgangstext viele verschiedene Translate mit verschiedenen Zielsetzungen angefertigt werden können. Zusätzlich wird vom Translator gefordert, dass der Auftraggeber eines Translats darüber beraten wird, ob eine Verdolmetschung oder Übersetzung überhaupt nötig ist, und wenn ja in welcher Form und mit welcher genauen Absicht. Das nennt man Produktspezifizierung und sollte möglichst detailliert sein. Nach einer solchen Klärung kann der Translator entsprechend das notwendige Zusatzmaterial anfordern, einen Zeitplan und Kostenvoranschlag erstellen etc. Der Translator als Textdesigner hilft also, das gewünschte Produkt zunächst zu spezifizieren, es dann herzustellen, und die Qualität zu sichern.

### Funktionale Ansätze
Als funktionale Ansätze werden zusammenfassend alle Zweige der Translatologie bezeichnet, die davon ausgehen, dass die Erfüllung des Zwecks des Translats der bestimmende Faktor im Translationsprozess ist. Hier ist darauf hinzuweisen, dass die funktionale Translatologie durchaus auch funktionskonstante Translation (im Beispiel oben die Übersetzung eines wissenschaftlichen Zeitschriftenartikels in einen wissenschaftlichen Zeitschriftenartikel ähnlichen Niveaus) vorsieht und nicht, wie von ihren Gegnern gelegentlich wahrgenommen, grundsätzlich für „abweichende“, „freie“ oder „untreue“ Translate steht.
Durch ihre Berücksichtigung der sprachlich-kulturell-historischen Situation (Explizieren der Anforderungen an ein Translat) haben funktionale translatologische Ansätze einen hohen Erklärungswert bei der Untersuchung von historischen Übersetzungen (mit teilweise von heutigen Vorstellungen abweichenden Anforderungen) und von Übersetzungen oder Verdolmetschungen außerhalb des Mainstream (mit teilweise von „allgemeingültigen“ Vorstellungen abweichenden Anforderungen, etwa feministische Bibelübersetzungen).
Auch für die Qualitätssicherung und Qualitätsbewertung sind funktionale Ansätze eine Möglichkeit, da teils unklare oder implizite Anforderungen an Translate durch eine genaue Bestimmung ihres Zwecks und ihrer Funktion expliziert werden können.
Diese Prinzipien zeigen sich heute im Translationsmanagement (Risku 2004) und in den ISO- und DIN-Normen zu Übersetzungsdienstleistungen, z. B. DIN EN 15038.

## Dolmetschwissenschaft
In den 1970er Jahren konstituierte sich eine eigene wissenschaftliche Disziplin, die sich mit dem Dolmetschen beschäftigt. Zunächst beschäftigten sich Wissenschaftler anderer Bereiche, zum Beispiel der Kognitionspsychologie, mit dem Phänomen des gleichzeitigen Hörens und Sprechens (Barik). Danica Seleskovitch gilt mit der Théorie du Sens an der Universität Paris gemeinhin als eine der Begründerinnen der Dolmetschwissenschaft moderner Prägung. In der nächsten Phase berichteten Praktiker über ihre Erfahrungen. Mit inzwischen mehr als 4.500 Publikationen gehen die Forschungen in völlig andere Bereiche als beim Übersetzen. Wichtige Theorien sind das Effort Model (Kapazitätenmodell) von Daniel Gile und die Prozessanalyse nach Moser-Mercer, oder auch die Strategien-Analyse nach Kalina.

## Audiovisuelle Übersetzungsstudien
Audiovisuelle Übersetzungsstudien (AVT) befassen sich mit Übersetzungen, die in audiovisuellen und/oder visuellen Umgebungen stattfinden, wie z. B. Kino, Fernsehen, Videospiele sowie auch einige Live-Veranstaltungen wie Opernaufführungen. Die Gemeinsamkeit der Studien ist, dass die Übersetzung in mehreren semiotischen Systemen erfolgt, da die übersetzten Texte (so genannte polysemiotische Texte) Botschaften enthalten, die über mehr als nur einen semiotischen Kanal vermittelt werden, d. h. nicht nur über das geschriebene Wort, sondern auch über Ton und/oder Bilder. Die wichtigsten untersuchten Übersetzungsmodi sind Untertitelung, Filmsynchronisation und Voice-Over, aber auch die Übertitelung für Oper und Theater.
Auch die Forschung der Zugänglichkeit von Medien wird oft als Teil dieses Bereichs betrachtet, wobei die Audiodeskription für Blinde und Sehbehinderte und die Untertitelung für Gehörlose und Schwerhörige die wichtigsten Forschungsbereiche sind. Die verschiedenen Bedingungen und Einschränkungen, auferlegt durch die unterschiedlichen Medienformen und Übersetzungsmodi und die die Art und Weise der Übersetzung beeinflussen, stehen oft im Mittelpunkt der meisten Studien über AVT Produktionen oder den Prozess selbst. Viele Forscher, ebenso wie viele Fachleute auf dem Gebiet der Audiovisuellen Übersetztungsstudien, sind in der European Association for Studies in Screen Translation organisiert.

## Ethik
Im Bereich der Ethik sind die Werke von Antoine Berman und Lawrence Venuti viel diskutiert worden, die sich in einigen Aspekten unterscheiden, aber in der grundsätzlichen Idee, im Übersetzungsprozess die Unterschiede zwischen Ausgangs- und Zielsprache und -kultur zu betonen, übereinstimmen. Beide interessieren sich dafür, wie der „kulturell Andere [...] diese Andersartigkeit am besten bewahren kann“. In neueren Studien haben Wissenschaftler Emmanuel Levinas' philosophische Arbeiten über Ethik und Subjektivität auf diese Frage angewandt. Da seine Veröffentlichungen unterschiedlich interpretiert wurden, sind daraus verschiedene Schlussfolgerungen zu seinem Konzept der ethischen Verantwortung gezogen worden. Einige sind zu der Annahme gelangt, dass die Idee der Übersetzung ethisch zweifelhaft sein könnte, während für andere auch die Beziehung zwischen Autor bzw. Text und Übersetzer auf einer viel mehr zwischenmenschlichen Ebene zu berücksichtigen ist und sie somit zu einem gleichberechtigten und wechselseitigen Prozess macht.
Parallel zu diesen Studien hat die allgemeine Anerkennung der Verantwortung des Übersetzers zugenommen. Immer mehr Übersetzer und Dolmetscher werden als aktive Teilnehmer an geopolitischen Konflikten gesehen, was die Frage aufwirft, wie sie unabhängig von ihrer eigenen Identität oder Beurteilung ethisch handeln können. Dies zeigt, dass Übersetzen und Dolmetschen nicht nur als ein Prozess der Sprachübertragung, sondern auch als sozial und politisch ausgerichtete Tätigkeiten betrachtet werden können.
Es besteht allgemeines Einvernehmen darüber, dass ein ethischer Verhaltenskodex erforderlich ist, der einige Leitprinzipien enthält, um Unklarheiten zu reduzieren und die Professionalität zu verbessern, wie es sich auch in anderen Fachbereichen (z. B. in der militärmedizinischen Ethik oder der Rechtsethik) gezeigt hat. Da es jedoch noch kein klares Verständnis des Begriffs der Ethik in diesem Bereich gibt, gehen die Meinungen über die konkrete Ausgestaltung eines solchen Kodexes weit auseinander.

## Geschlechterforschung
Die Geschlechterforschung befasst sich mit der geschlechtsspezifischen Natur der übersetzten Texte, mit den eventuellen geschlechtsspezifischen Übersetzungsprozessen und mit den geschlechtsspezifischen Metaphern, die zur Beschreibung der Übersetzung verwendet werden. Luise von Flotow, Sherry Simon und Keith Harvey veröffentlichten hierzu bahnbrechende Studien. Die Auslöschung oder Untauglichkeit von bedrohlichen Formen gleichgeschlechtlicher Sexualität wird thematisiert, wenn beispielsweise antike Schriftsteller in einen christlichen Kontext durch Denker der Renaissance übersetzt werden.